# Hans Dill

Hans Dill

Johann 'Hans' Dill (* 25. Juni 1887 in Brand bei Tachau; † 7. Juli 1973 in Neuenhain) war ein deutscher Politiker (SPD).

## Leben und Tätigkeit
Dill war der Sohn eines Landwirtes. Nach dem Besuch der Volksschule erlernte er das Handwerk eines Porzellanmalers. Diesen Beruf übte er bis 1912 aus. 
Ab 1912 arbeitete Dill als hauptberuflicher Parteifunktionär der SPD: Er wurde zunächst Parteisekretär seiner Partei in Nürnberg, dann bis 1919 Bezirksparteisekretär für Nordbayern mit Dienstsitz in Nürnberg. Während des Ersten Weltkrieges amtierte er zusätzlich als sozialdemokratischer Gemeindebevollmächtigter in Nürnberg. 
Nach dem Zusammenbruch des Wilhelminischen Kaiserreiches war Dill von Mai bis September 1919 kurzzeitig Landesparteisekretär der SPD für Bayern. Anschließend wechselte er in den Dienst der Parteipresse, für die er von 1919 bis 1927 als Redakteur bei der Münchener Post mitarbeitete. 1927 wurde er Parteisekretär der SPD für den Bezirk Franken.
Von 1927 bis 1933 war Dill erneut Bezirksparteisekretär der SPD in Nürnberg. Seit 1927 war er zweiter Vorsitzender des SPD-Landesausschusses für Bayern.
Von 1919 bis 1932 gehörte Dill dem Bayerischen Landtag als Abgeordneter an und war innerhalb der SPD-Fraktion zeitweise stellvertretender Fraktionsvorsitzender. 1932 legte er dieses Mandat nieder. 
Anlässlich der Reichstagswahl vom September 1930 wurde Dill als Abgeordneter in den Reichstag gewählt, in dem er den Wahlkreis 26 (Franken) vertrat und bei den Wahlen vom Juli 1932, November 1932 und März 1933 wiedergewählt wurde. Das bedeutendste Ereignis, an dem Dill während seiner Abgeordnetenzeit teilnahm, war die Abstimmung über das Ermächtigungsgesetz vom 24. März 1933, wobei er zu der Minderheit von 96 Abgeordneten gehörte, die gegen diese Gesetzesvorlage, die die legislative Macht vom Parlament auf die von Adolf Hitler geführte Reichsregierung übertrug, stimmten.
Wenige Monate nach der Machtergreifung der Nationalsozialisten im Frühjahr 1933 emigrierte Dill in die Tschechoslowakei. Dort gehörte er der SOPADE, der Exil-SPD, an. Für diese betätigte er sich von 1933 bis 1936 als Grenzsekretär für Nordbayern und organisierte dabei die Einschleusung von Propagandamaterial in dieses Gebiet, zur Aufklärung der dortigen Bevölkerung über Vorgänge, die in den gleichgeschalteten deutschen Medien verschwiegen wurden, sowie den Informationsaustausch zwischen den Anhängern der Sozialdemokratie im Reichsgebiet und der Exil-SPD. 
Von den nationalsozialistischen Polizeiorganen wurde Dill nach seiner Emigration als Staatsfeind eingestuft. Es wurde gegen ihn – wie auch gegen seinen Sohn Erhard, der als Kurier für die SOPADE tätig war – ein Strafverfahren wegen Vorbereitung zum Hochverrat eingeleitet. Um 1937 entzog das NS-Regime Dill und seinem Sohn die deutsche Staatsbürgerschaft und gab den Verlust ihrer Staatsangehörigkeit öffentlich im Reichsanzeiger bekannt. Im Frühjahr 1940 setzte das Reichssicherheitshauptamt in Berlin ihn auf die Sonderfahndungsliste G.B., ein Verzeichnis von Personen, die im Falle einer erfolgreichen deutschen Invasion Großbritanniens durch die Sonderkommandos der SS-Einsatzgruppen mit besonderer Priorität ausfindig gemacht und verhaftet werden sollten.
Anlässlich der Annexion des Sudetenlandes durch das Deutsche Reich infolge des Münchner Abkommens Ende September 1938 zog Dill nach Großbritannien. Später ließ er sich in Kanada nieder und lebte als Farmer in Tupper (Provinz British Columbia). 1966 kehrte er nach Deutschland zurück.